# Valfåglar
Valfåglar (Pachyptila) är ett släkte i familjen liror (Procellariidae) inom ordningen stormfåglar (Procellariiformes) som förekommer i Antarktiska oceanen. 

## Utseende
Valfåglarna tillhör de minsta arterna inom familjen liror. De mäter mellan 25 och 28 centimeter på längden, har ett vingspann på 41–46 centimeter och väger 125–200 gram. Utseendemässigt skiljs arterna främst genom olikheter i näbbens uppbyggnad. Tre av arterna har breda platta näbbar som är unika i fågelvärlden då de kantas av lameller, medan övriga arter har spetsiga näbbar. När de flyger är det nästan omöjligt att skilja arterna åt på grund av deras likartade fjäderdräkt. De är blågrå på ovansidan med svarta övre armtäckare och vitaktig undersida. Deras fötter och näbbar är blåaktiga. Deras fjäderdräkt har liknande reflekterande egenskaper som havsytan vilket gör att de ute över havet verkar dyka upp och försvinna när de flyger tätt över vattenytan.

## Taxonomi och arter i släktet
Släktet valfåglar bildar tillsammans med blåpetrell (Halobaena caerulea) en av fyra förhållandevis distinkta grupper i familjen Procellariidae där de andra består av de största petrellerna (fulmaruspetreller), egentliga petreller och liror. Gruppen som släktet valfåglar bildar tillsammans med blåpetrellen brukar också kallas valfåglar.
Valfåglarnas taxonomi är oklar och komplicerad och har reviderats vid många tillfällen genom historien. En av orsakerna är att taxonomin främst har byggt på biometri och skillnader i fjäderdräkt men även på taxonens allopatriska utbredning. Morfologiska data har tidigare samlats från skinnlagda fåglar på museer och exemplar som flutit iland efter stormar och problemet är att olika taxa överlappar varandra vad gäller dessa data. Mellan åren 1930 och 1950 delade man upp valfåglarna i en till tre släkten med fyra till sex arter vilka i sin tur delats upp i en mängd underarter.
1980 publicerade P.C Harper en artikel som slog fast att släktet bestod av sex arter: desolata, salvini, vittata, belcheri, turtur och crassirostris. Samma år publicerade dock J.B. Cox en artikel som bara erkände tre arter: vittata (inkl. desolata  & salvini), belcheri och turtur (inkl. crassirostris).
1990 presenterade Bretagnolle, med flera, resultaten av studier med avseende på morfologi men även häckningsbiologi, föda, genetik och läten för fyra taxa: desolatas, salvini, belcheri och turtur som alla lever i södra Indiska oceanen. Dessa data visade på viss morfologisk överlappning medan data av häckningsfenologi, föda och läten visade på signifikanta skillnader vilket är bevis för ekologisk segregering. När denna information jämfördes med data från andra taxa drogs slutsatsen att släktet bäst beskrivs som bestående av sju arter, en indelning som idag följs av både tongivande International Ornithological Congress och Clements et al:
- Brednäbbad valfågel (Pachyptila vittata)
- Crozetvalfågel (Pachyptila salvini)
- Amsterdamvalfågel (Pachyptila macgillivrayi)
- Antarktisvalfågel (Pachyptila desolata
- Smalnäbbad valfågel (Pachyptila belcheri)
- Ljushuvad valfågel (Pachyptila turtur)
- Tjocknäbbad valfågel (Pachyptila crassirostris)

Man har utöver dessa arter hittills funnit fyra obeskrivna förhistoriska fossila lämningar av valfåglar.

## Ekologi
Valfåglarna är havsfåglar som när de ses ute till havs oftast förekommer i flock. De lever främst av olika former av planktonliknande kräftdjur. Alla arter fångar sin föda då de antingen ligger på havsytan eller genom att flyga lågt över vattnet. De arter som har breda näbbar med lameller är unika i fågelvärlden då de silar havsvattnet efter föda likt en bardval. De arter som har spetsiga näbbar plockar föda ur vattnet. Valfåglarna lever av mindre kräftdjur som hoppkräftor (Copepoda), musselkräftor (Ostracoda), tiofotade kräftdjur (Decapoda) och krill (Euphausiacea) men även vissa fiskarter som prickfiskar (Myctophidae) och notingar (Nototheniidae).

### Häckning
Valfåglarna häckar i kolonier och precis som övriga arter i familjen är de filopatriska, vilket är en tendens hos fåglar att häcka i närheten av den plats där den själv kläcktes.

## Namn
Släktet har förr också kallats andstormfåglar.